# Pierella johnsoni
Pierella johnsoni är en fjärilsart som beskrevs av Talbot 1932. Pierella johnsoni ingår i släktet Pierella och familjen praktfjärilar. Inga underarter finns listade i Catalogue of Life.